# پلن اس

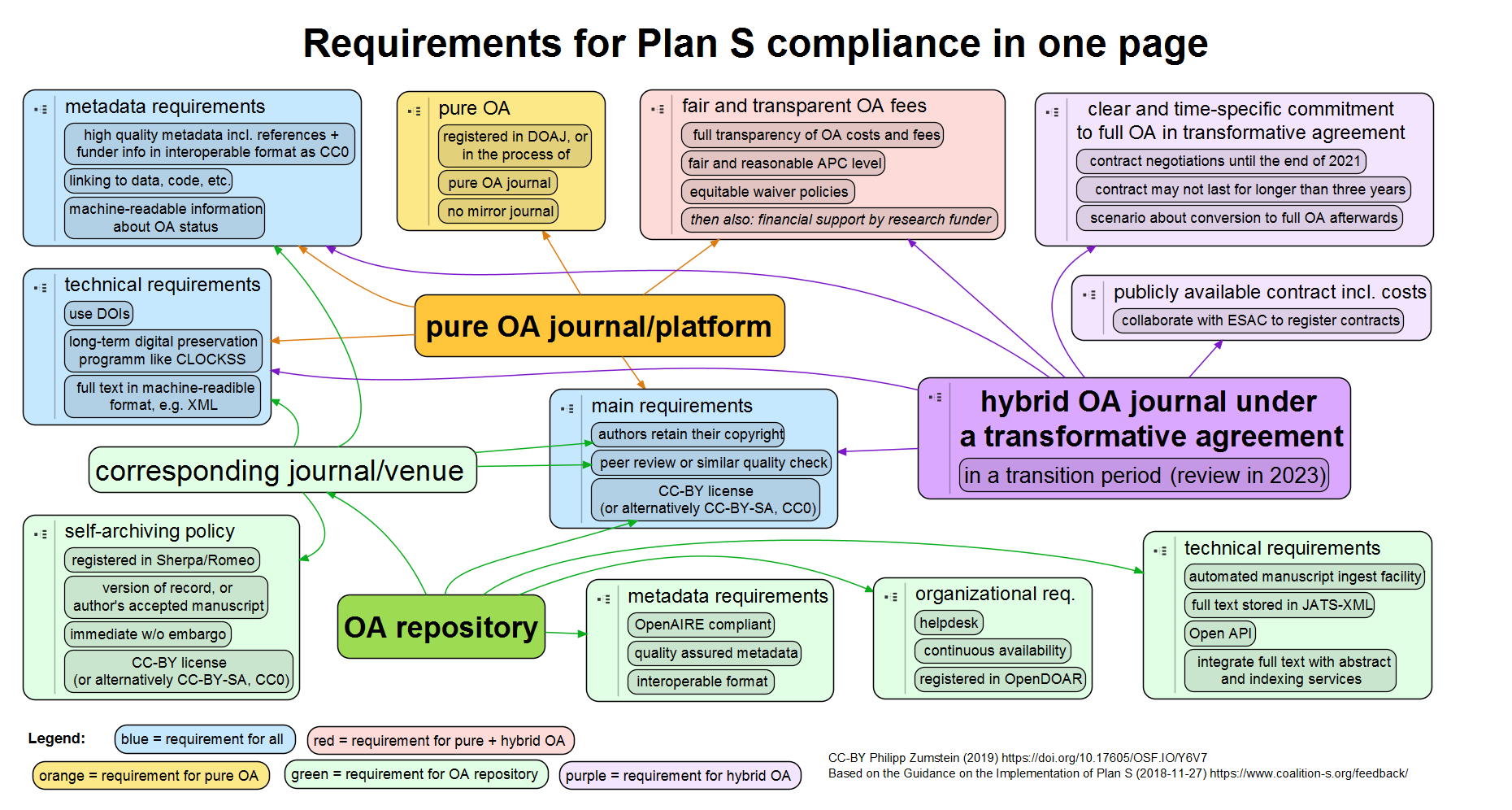
الزامات 2019 برای انطباق با Plan S در یک صفحه توسط فیلیپ زومشتاین

پلن اس (Plan S) ابتکاری برای انتشار علوم با دسترسی آزاد است که در سال 2018 توسط "cOAlition S"، کنسرسیومی از آژانس‌های تحقیقاتی ملی و تأمین کنندگان مالی از دوازده کشور اروپایی، آغاز شد. این طرح دانشمندان و محققانی را که از سازمان‌ها و موسسات تحقیقاتی با بودجه دولتی بهره‌مند می‌شوند، مجبور می‌کند که کارهای خود را در مخازن باز یا مجلاتی که تا سال ۲۰۲۱ در دسترس همه است ، منتشر کنند. "S" مخفف "shock" است.
طبق آمار سال ۲۰۱۷، دستورالعمل Plan S حدود ۶٪ از مقالات تحقیقاتی در سراسر جهان را شامل می‌شود، از جمله حدود یک سوم مقالات در نیچر و ساینس. ناشران عمده قصد داشته‌اند با ارائه گزینه‌های دسترسی آزاد به نویسندگان (یا اجازه دادن) به این وظیفه موافقت کنند.

## اصول
این طرح در حدود ده اصل ساختار یافته‌است. این اصول بیان می‌کنند که تا سال ۲۰۲۱، تحقیقاتی که از طریق کمک‌های دولتی یا خصوصی تأمین می‌شود، باید در مجلات یا سیستم عامل‌های دسترسی آزاد منتشر شود، یا بلافاصله در مخازن دسترسی آزاد و بدون ممنوعیت در دسترس قرار گیرد.